# Antonius Baldinuci Saridjo

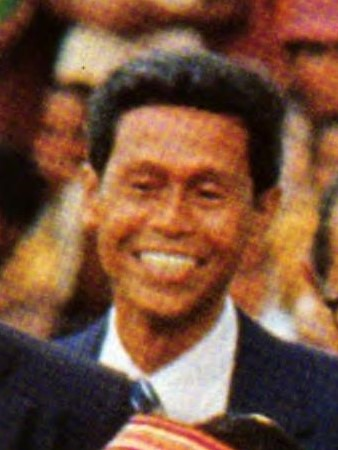
Antonius Baldinuci Saridjo (1986)

Antonius Baldinuci Saridjo (* 27. November 1940 in Sukoharjo, Jawa Tengah, Niederländisch-Indien) ist ein indonesischer Offizier im Ruhestand.

## Werdegang
Saridjo erhielt 1962 von der Fakultät für Sozial- und Politikwissenschaften der Gadjah-Mada-Universität einen Bachelor und 1965 einen Doktortitel. Danach trat er den Streitkräften Indonesiens bei, 1975 absolvierte er in den Philippinen einen Kurs zur Arbeit in Geheimdiensten. Zuletzt war er Büroleiter im Geheimdienststab des Verteidigungsministeriums.
1983 löste Saridjo Oberst A. Paul Kalangi als Sekretär der Regionalverwaltung (Sekretaris Wilayah Daerah, Sekwilda) von Timor Timur ab, dem seit 1975 besetzten Osttimor. Als Regionalsekretär hatte er die Kontrolle über den Haushalt der Provinz. Außerdem war Saridjo unter anderem Mitglied des Regionalwahlausschusses für die Wahlen 1987 und Leiter der Yayasan Timor Loro Sae (deutsch Stiftung Osttimor), die die Finanzen der Universitas Timor Timur verwaltete.
Am 4. April 1989 wurde Saridjo zum Vizegouverneur befördert. Das Amt war seit der Absetzung von Francisco Lopes da Cruz 1982 vakant. Neuer Regionalsekretär wurde Saridjos Assistent António Freitas Parada Als 1992 ein Nachfolger für Gouverneur Mário Viegas Carrascalão gesucht wurde, der nach zwei Amtszeiten regulär abtreten musste, galt Saridjo als Kandidat der Armee und der Regierung in Jakarta als aussichtsreichster Kandidat. Nur ein Jahr nach dem Santa-Cruz-Massaker musste er aber, um die Bevölkerung zu beruhigen, letztlich zu Gunsten eines Osttimoresen auf seine Kandidatur verzichten. Man entschied sich daher für José Abílio Osório Soares als neuen Gouverneur.
Saridjo beendete sein Amt als Vizegouverneur am 8. März 1993. Neuer Vize wurde Johanes Haribowo. Saridjo wurde in das Militärhauptquartier versetzt und später in den Expertenstab des Innenministeriums für die Volksfürsorge berufen. Bis Mitte der 1990er Jahre blieb er Vorsitzender der Yayasan Timor Loro Sae. Als er sein Amt als Vorsitzender niederlegte, stellte das indonesische Innenministerium auch seine finanzielle Unterstützung für die Universität ein. 1998 ging Saridjo als Brigadegeneral in den Ruhestand.